# Atletica leggera alla XXX Universiade - 400 metri ostacoli maschili
La specialità dei 400 metri ostacoli maschili alla Universiade di Napoli 2019 si è svolta tra il 9 ed l'11 luglio 2019.

## Podio
| Oro     | Alison Santos Brasile       |
| Argento | Sokwakhana Zazini Sudafrica |
| Bronzo  | Patryk Dobek Polonia        |

## Risultati

### Batterie
Passano alle semifinali i primi tre atleti di ogni batteria (Q) e i quattro atleti con i migliori tempi tra gli esclusi (q).
| Posizione | Batteria | Nome                | Nazione        | Tempo   | Note                                     |
| --------- | -------- | ------------------- | -------------- | ------- | ---------------------------------------- |
| 1         | 4        | Patryk Dobek        | Polonia        | 49.65   | Q                                        |
| 2         | 2        | Sokwakhana Zazini   | Sudafrica      | 50.44   | Q                                        |
| 3         | 2        | Fernando Arodi Vega | Messico        | 50.46   | Q                                        |
| 4         | 4        | Vít Müller          | Rep. Ceca      | 50.50   | Q,                                       |
| 5         | 4        | Masaki Toyoda       | Giappone       | 50.67   | Q                                        |
| 6         | 4        | Joshua Abuaku       | Germania       | 50.80   | q                                        |
| 7         | 3        | Kakeru Inoue        | Giappone       | 50.88   | Q                                        |
| 8         | 2        | Patryk Adamczyk     | Polonia        | 50.89   | Q,                                       |
| 9         | 1        | Emmanuel Niño       | Costa Rica     | 50.97   | Q                                        |
| 10        | 2        | Alain-Hervé Mfomkpa | Svizzera       | 51.05   | q                                        |
| 11        | 4        | Yu Chia-hsuan       | Taipei Cinese  | 51.05   | q                                        |
| 12        | 3        | Alison Santos       | Brasile        | 51.05   | Q                                        |
| 13        | 1        | Constant Pretorius  | Sudafrica      | 51.10   | Q                                        |
| 14        | 1        | Peng Ming-yang      | Taipei Cinese  | 51.21   | Q                                        |
| 15        | 1        | Dany Brand          | Svizzera       | 51.24   | q                                        |
| 16        | 3        | Nicolai Hartling    | Danimarca      | 51.25   | Q                                        |
| 17        | 3        | Miles Green         | Stati Uniti    | 51.29   |                                          |
| 18        | 1        | Baba Seidu Mammoudu | Ghana          | 51.41   |                                          |
| 19        | 2        | Martin Tuček        | Rep. Ceca      | 51.56   |                                          |
| 20        | 3        | Kim Hyun-bin        | Corea del Sud  | 52.28   |                                          |
| 21        | 2        | Ow Yeong Wei Bin    | Singapore      | 52.44   | Miglior prestazione personale stagionale |
| 22        | 2        | Vlad Dulcescu       | Romania        | 52.52   |                                          |
| 23        | 1        | Jakub Bottlik       | Slovacchia     | 52.52   |                                          |
| 24        | 3        | Shokhrukh Baratov   | Uzbekistan     | 52.69   |                                          |
| 25        | 4        | Joachim Sandberg    | Norvegia       | 53.51   |                                          |
| 26        | 3        | Hassan Al-Muryhil   | Arabia Saudita | 58.17   |                                          |
| 27        | 1        | Yahya Jahwa         | Arabia Saudita | 58.99   |                                          |
| 28        | 4        | Ragheb Raad         | Libano         | 1:01.83 |                                          |

### Semifinali
Passano in finale i primi tre atleti di ogni batteria (Q) e i due atleti con i migliori tempi tra gli esclusi (q).
| Posizione | Batteria | Nome                | Nazione       | Tempo | Note |
| --------- | -------- | ------------------- | ------------- | ----- | ---- |
| 1         | 2        | Sokwakhana Zazini   | Sudafrica     | 49.46 | Q    |
| 2         | 1        | Patryk Dobek        | Polonia       | 49.70 | Q    |
| 3         | 2        | Alison Santos       | Brasile       | 49.72 | Q    |
| 4         | 1        | Masaki Toyoda       | Giappone      | 49.80 | Q,   |
| 5         | 2        | Vít Müller          | Rep. Ceca     | 49.84 | Q,   |
| 6         | 1        | Dany Brand          | Svizzera      | 50.15 | Q    |
| 7         | 1        | Fernando Arodi Vega | Messico       | 50.19 | q    |
| 8         | 2        | Joshua Abuaku       | Germania      | 50.24 | q,   |
| 9         | 1        | Yu Chia-hsuan       | Taipei Cinese | 50.35 |      |
| 10        | 1        | Emmanuel Niño       | Costa Rica    | 50.50 |      |
| 11        | 1        | Nicolai Hartling    | Danimarca     | 50.51 |      |
| 12        | 2        | Kakeru Inoue        | Giappone      | 50.82 |      |
| 13        | 1        | Constant Pretorius  | Sudafrica     | 51.01 |      |
| 14        | 2        | Patryk Adamczyk     | Polonia       | 51.04 |      |
| 15        | 2        | Peng Ming-yang      | Taipei Cinese | 51.54 |      |
|           | 2        | Alain-Hervé Mfomkpa | Svizzera      | DNF   |      |

### Finale
| Pos. | Corsia | Nome                | Nazione   | Tempo | Note                                      |
| ---- | ------ | ------------------- | --------- | ----- | ----------------------------------------- |
|      | 3      | Alison Santos       | Brasile   | 48"57 | Miglior prestazione sudamericana under 20 |
|      | 4      | Sokwakhana Zazini   | Sudafrica | 48"73 | Miglior prestazione africana under 20     |
|      | 5      | Patryk Dobek        | Polonia   | 48"99 |                                           |
| 4    | 6      | Masaki Toyoda       | Giappone  | 49"27 | Miglior prestazione personale stagionale  |
| 5    | 1      | Fernando Arodi Vega | Messico   | 49"32 | Record nazionale                          |
| 6    | 8      | Dany Brand          | Svizzera  | 49"83 |                                           |
| 7    | 2      | Joshua Abuaku       | Germania  | 50"44 |                                           |
| 8    | 7      | Vít Müller          | Rep. Ceca | 50"86 |                                           |